# Bronte Carmichael
Bronte Carmichael (Bristol, Inglaterra, 11 de enero de 2010) es una actriz británica de cine, teatro y televisión, conocida por interpretar el papel de Madeline Robin en la película Christopher Robin de Marc Forster, estrenada en 2018, y por aportar la voz al personaje principal en el corto nominado al Premio Óscar Robin Robin, de 2021. En 2019 obtuvo una nominación a los Premios Young Artist en la categoría de mejor actriz de reparto en un largometraje por su papel en Christopher Robin.

## Carrera

### Inicios y década de 2010
Bronte inició su carrera en 2017 con una pequeña aparición en la película de Joe Wright Darkest Hour, en la que sostiene una conversación en el metro con el primer ministro británico Winston Churchill, interpretado por Gary Oldman. Ese mismo año interpretó el papel de la joven Chloe Morrell en la cinta dramática de Dominic Cooke On Chesil Beach.
En 2018 logró el reconocimiento internacional tras su participación en la película Christopher Robin, donde realizó el papel de Madeline Robin, hija del protagonista interpretado por el actor escocés Ewan McGregor. El mismo año integró el elenco de la película para televisión The Laura Marlin Mysteries: Dead Man's Cove. Poco después, fue anunciada como parte del elenco de la serie de televisión Nightflyers que se exhibe en la plataforma Netflix a partir de la segunda mitad del año 2018 y que está basada en los cuentos de George R. R. Martin. En 2019 interpretó el papel de Martha en la serie Game of Thrones.

### Década de 2020 y actualidad
En 2021 aportó su voz al personaje principal en el cortometraje de animación Robin Robin, desarrollado por el estudio Aardman Animations y nominado a los Premios Óscar en la categoría de mejor cortometraje de animación. Un año después interpretó el papel de Leida en la serie de televisión Andor, perteneciente al universo de Star Wars.
En 2023 interpretó a la joven Biddy en dos episodios de la serie Grandes esperanzas, y en 2024 actuó en el papel de Julia en el seriado de acción Halo.

## Filmografía

### Cine
| Año  | Título            | Papel                       | Notas |
| ---- | ----------------- | --------------------------- | ----- |
| 2017 | On Chesil Beach   | Chloe Morrell               |       |
| 2017 | Darkest Hour      | Niña en el metro de Londres |       |
| 2018 | Christopher Robin | Madeline Robin              |       |
| 2021 | Robin Robin       | Robin                       | Voz   |

### Televisión
| Año  | Título                                      | Papel         | Notas         |
| ---- | ------------------------------------------- | ------------- | ------------- |
| 2018 | Nightflyers                                 | Skye D'Branin | 7 episodios   |
| 2019 | Game of Thrones                             | Martha        | 2 episodios   |
| 2019 | Raised by Wolves                            | Spiria        | 1 episodio    |
| 2022 | Andor                                       | Leida         | 6 episodios   |
| 2023 | Grandes esperanzas                          | Biddy         | 2 episodios   |
| 2024 | Halo                                        | Julia         | 2 episodios   |
| TBA  | The Laura Marlin Mysteries: Dead Man's Cove | Laura Marlin  | Posproducción |

## Premios y reconocimientos
| Año  | Evento               | Categoría                                                        | Obra              | Resultado |
| ---- | -------------------- | ---------------------------------------------------------------- | ----------------- | --------- |
| 2019 | Premios Young Artist | Mejor interpretación en un largometraje: Actriz de reparto joven | Christopher Robin | Nominada  |